# Giulia Michelini
Giulia Michelini (Roma, 2 giugno 1985) è un'attrice italiana.

## Biografia
Nasce a Roma, figlia di magistrati napoletani. Da adolescente faceva parte di una squadra agonistica di ginnastica artistica, ed è qui che, dopo aver concluso gli studi classici al liceo ginnasio statale "Terenzio Mamiani" di Roma, viene notata durante un provino da un produttore cinematografico. Così, pian piano si avvicina all'attività di attrice, fino al debutto sugli schermi nella terza stagione di Distretto di Polizia (2002), dove è Sabina, la sorella di Giulia Corsi (Claudia Pandolfi), ruolo interpretato anche nelle due stagioni successive. L'anno seguente appare nel ruolo di Ilaria in Ricordati di me, film di Gabriele Muccino. Nel 2004 è protagonista della miniserie Paolo Borsellino, per la regia di Gianluca Maria Tavarelli, dove interpreta il ruolo di Lucia Borsellino. Dal 2005 al 2008 è Francesca De Biase in R.I.S. - Delitti imperfetti. Nel 2006 è anche sul set del telefilm Il vizio dell'amore, dove è comparsa nell'episodio Il vicino, nonché nella serie TV Vientos de agua, dove interpreta il ruolo di Gemma e in Taccuini d'amore, per la regia di Valia Santella.
Nel 2007 ritorna sul grande schermo con il ruolo di Francesca nel film La ragazza del lago, opera prima di Andrea Molaioli, accanto a Toni Servillo e Valeria Golino. Nel 2008 partecipa alla miniserie TV Aldo Moro - Il presidente, nel ruolo di Anna Laura Braghetti. Dal 2009 al 2016 è stata protagonista della serie TV Squadra antimafia - Palermo oggi, che la vede protagonista nei panni della boss mafiosa Rosy Abate, portandola all’apice del suo successo e della sua notorietà. Nel 2009 partecipa al film Il grande sogno di Michele Placido. Nell'estate dello stesso anno è protagonista insieme a Giorgio Pasotti e Camilla Filippi della miniserie TV La scelta di Laura, regia di Alessandro Piva.
Ai polizieschi alterna il cinema. Nel 2009 interpreta Marika, la fidanzata di Checco Zalone nel film Cado dalle nubi. Nel 2011 partecipa a tre film: Immaturi, per la regia di Paolo Genovese nel ruolo di Cinzia, Febbre da Fieno, per la regia di Laura Lucchetti nel ruolo di Franki e Cavalli, per la regia di Michele Rho nel ruolo di Veronica. Nel marzo 2011 partecipa a due episodi della serie TV I soliti idioti, in onda su MTV nel ruolo di Carmela. Nel 2012 è sul set di Outing - Fidanzati per sbaglio, film per il cinema diretto da Matteo Vicino e I calcianti, per la regia di Stefano Lorenzi. Sempre nel 2012 ritorna per la quarta volta sul set di Squadra antimafia - Palermo oggi, ancora una volta nei panni della mafiosa Rosy Abate.
Nel novembre 2013 l'attrice dichiara che lascerà la fiction dopo la sesta serie. Nel 2014 ritorna al cinema con Allacciate le cinture, per la regia di Ferzan Özpetek, e sul piccolo schermo con Gli anni spezzati, per la regia di Graziano Diana. Nel 2015 ricopre il ruolo della protagonista Nina ne Il bosco, miniserie TV diretta da Eros Puglielli. Dal 22 gennaio dello stesso anno è sul grande schermo con Sei mai stata sulla Luna?, per la regia di Paolo Genovese, e dal 18 giugno con Torno indietro e cambio vita, per la regia di Carlo Vanzina. Nell'anno 2016 lascia definitivamente Squadra antimafia all'ottava stagione, per poi tornare inaspettatamente come protagonista assoluta nello spin-off Rosy Abate - La serie, in onda dal 12 novembre 2017 all'11 ottobre 2019, in cui ha recitato insieme alla sorella Paola. Intervistata circa le ragioni del ripensamento, la Michelini dichiara che Rosy è stato un personaggio fin troppo amato dal pubblico, e che professionalmente e umanamente le ha dato tanto; dunque era giusto darle un seguito.
Sempre nel 2017 è Bianca, la paziente del giovedì del dottor Mari, nella terza e ultima stagione di In Treatment. Nell’autunno del 2019 veste per l’ultima volta i panni della "regina di Palermo" nella seconda stagione di Rosy Abate - La serie. L’attrice, ai microfoni di Verissimo, dichiara che la sua "Rosy" ha ormai dato tutto, e di sentirsi affaticata, dopo 10 anni, di interpretarla. Pertanto,  desidera prendersi una pausa, o cimentarsi in nuovi progetti, con la speranza che la gente per strada torni a chiamarla Giulia, non più Rosy. È inoltre protagonista, insieme a Ambra Angiolini e Gaetano Bruno, del film Afrodite, diretto da Stefano Lorenzi,  e presentato, in concorso internazionale nella sezione Meridiana alla 16° edizione del Bif&st - Bari International Film&Tv Festival con un ottimo riscontro di critica e pubblico.

## Vita privata
L'attrice ha un figlio, Giulio Cosimo, avuto nel 2005 a 19 anni dal velista Giorgio Cerasuolo.

## Filmografia

### Cinema
- Ricordati di me, regia di Gabriele Muccino (2003)
- La ragazza del lago, regia di Andrea Molaioli (2007)
- Cado dalle nubi, regia di Gennaro Nunziante (2009)
- Il grande sogno, regia di Michele Placido (2009)
- Immaturi, regia di Paolo Genovese (2011)
- Febbre da fieno, regia di Laura Luchetti (2011)
- Cavalli, regia di Michele Rho (2011)
- Outing - Fidanzati per sbaglio, regia di Matteo Vicino (2012)
- Allacciate le cinture, regia di Ferzan Özpetek (2014)
- Sei mai stata sulla Luna?, regia di Paolo Genovese (2015)
- I calcianti, regia di Stefano Lorenzi (2015)
- Torno indietro e cambio vita, regia di Carlo Vanzina (2015)
- Pecore in erba, regia di Alberto Caviglia (2015)
- Dove non ho mai abitato, regia di Paolo Franchi (2017)
- A casa tutti bene, regia di Gabriele Muccino (2018)
- Io c'è, regia di Alessandro Aronadio (2018)
- Nevermind, regia di Eros Puglielli (2018)
- Tutti per 1 - 1 per tutti, regia di Giovanni Veronesi (2020)
- Tutti a bordo, regia di Luca Miniero (2022)
- Volare, regia di Margherita Buy (2023)
- Afrodite, regia di Stefano Lorenzi (2025)

### Televisione
- Distretto di Polizia – serie TV, 6 episodi (2002-2005)
- Paolo Borsellino, regia di Gianluca Maria Tavarelli – miniserie TV (2004)
- R.I.S. - Delitti imperfetti – serie TV, 53 episodi (2005-2008)
- Vientos de aqua – serie TV, 9 episodi (2006)
- Il vizio dell'amore, regia di Mariano Cirino – miniserie TV (2006)
- Aldo Moro - Il presidente, regia di Gianluca Maria Tavarelli – miniserie TV (2008)
- La scelta di Laura – serie TV, 12 episodi (2009)
- Squadra antimafia - Palermo oggi – serie TV, 55 episodi (2009-2015)
- I soliti idioti – serie TV (2009)
- Gli anni spezzati – L'ingegnere, regia di Graziano Diana – miniserie TV (2014)
- Il bosco, regia di Eros Puglielli – miniserie TV (2015)
- In Treatment 3 – serie TV, 7 episodi (2017)
- Rosy Abate - La serie – serie TV, 10 episodi (2017-2019)

## Teatro
- Girotondo di Arthur Schnitzler, regia di Paolo Sassanelli (2010)
- Due partite[13] di Cristina Comencini, regia di Paola Rota (2015-2017)
- Alza la voce,[14] regia di Paolo Civati (2021)

## Televisione
- Amici di Maria De Filippi (Canale 5, 2018) – giudice

## Spot pubblicitari
- AIRC - Pillole di scienza (2017)
- Bioscalin (2019-2020)
- I-Blues (2019-2020)

## Videoclip
- Immaturi – Alex Britti (2011)
- California – Mad Shepherd (2014)
- Sei mai stata sulla luna? – Francesco De Gregori (2015)
- Parte di me – Francesco Sarcina (2015)

## Riconoscimenti
- 2006 – L'altrocinema Film Festival
  - Premio miglior giovane attrice fiction
- 2007 – Sulmonacinema Film Festival
  - Premio miglior attrice per La ragazza del lago
- 2014 – Premio Roma Videoclip
  - Miglior attrice dell'anno
- 2014 – Premio Roma Videoclip
  - Miglior interprete per il ruolo interpretato in California, brano dei Mad Shepherd
- 2014 – Giffoni Film Festival
  - Giffoni Experience Award
- 2015 – Italian Movie Award
  - Migliore attrice per Sei mai stata sulla Luna?
- 2016 – Premio Anna Magnani
  - Rivelazione artista femminile
- 2016 – Premio Persefone[15]
  - Candidatura come migliore attrice prosa
- 2023 – Sezze Film Festival 
  - Migliore attrice per Cicatrici